# Ortodoxa och österländska kyrkors ekumeniska råd
Ortodoxa och österländska kyrkors ekumeniska råd, förkortat OÖKER, är ett samverkansorgan för östortodoxa och orientaliska kyrkor i Sverige. OÖKER förmedlar statsbidrag från Myndigheten för stöd till trossamfund till samfunden.
OÖKER:s styrelse sammanträder vanligen två gånger om året och dess ordförande är för närvarande[när?] den grekisk-ortodoxa metropoliten Pavlos Menevisoglou.
Dessa 18 samfund var anslutna till OÖKER 2022:
- (Grekisk-ortodoxa kyrkan i Antiokia t.o.m. 2021)
- Armeniska apostoliska kyrkan
- Bulgarisk-ortodoxa kyrkan
- Eritreansk-ortodoxa kyrkan
- Etiopisk-ortodoxa kyrkan
- Finska ortodoxa församlingen i Sverige
- Grekisk-ortodoxa kyrkan, Uppsala
- Georgiska ortodoxa kyrkan
- Grekisk ortodoxa metropolitdömet
- Koptisk-ortodoxa kyrkan
- Makedoniska ortodoxa kyrkan
- Rumänsk-ortodoxa kyrkan
- Rysk-ortodoxa kyrkan (inget statsbidrag 2024[1])
- Serbisk-ortodoxa kyrkan
- Svenska ortodoxa prosteriet
- Syrisk-ortodoxa ärkestiftet i Skandinavien
- Syrisk ortodoxa patriarkatets ställföreträdarskap i Sverige
- Österns assyriska kyrka